# João Souto

João Pedro Souto Silva (Portugal a 26 de julho de 1992), é um jogador profissional de hóquei em patins que joga atualmente pelo Sporting Clube de Portugal e pela Seleção Portuguesa.

## Palmarés
Nascido em Gondomar, João Souto iniciou a prática do hóquei em patins em Fânzeres. Passou depois pelos escalões de formação do FC Porto, onde concluiu o processo formativo.
Ingressou posteriormente na AD Valongo, onde viria a sagrar-se campeão nacional, ao lado de Ângelo Girão. Passou ainda pela UD Oliveirense e regressou a Valongo antes de jogar no Turquel, de onde agora chega ao Sporting CP onde contribuiu para uma Taça Continental, um Campeonato Nacional e uma Liga Europeia. 